# ハチミツ乙女blossomdays
『ハチミツ乙女blossomdays』は、2009年10月23日にルピナスが発売した美少女アドベンチャーゲームである。

## 概要
ルピナスのブランドデビュー作。エクゼクティブプロデューサーの松島詩史によれば、作品タイトルは原画のミヤスリサにより付けられたもので、ゲーム全体で「女の子の女の子らしい可愛さ」を表現することを狙った作品。

## あらすじ
鈴原恭介は、幼少時代を過ごした田舎町・美空町へ10年ぶりに帰ってきた。居候先の七瀬家の幼なじみ・瑞樹と有希の姉妹、クラスメイトの凜、先輩の美樹などに囲まれ、恭介は田舎の生活を楽しんでいた。やがて半年が過ぎた秋、恭介を巡る女の子達の気持ちは密かに盛り上がっていたのだった…。

## キャラクター

### 主人公
鈴原 恭介（すずはら きょうすけ）
本作の主人公。美空学園2年生。研究者の両親が海外赴任するため、東京から10年ぶりに美空町へ戻り、七瀬家に居候することになった。七瀬家も片親の父親が海外へ行ってしまったため、瑞樹・有希の姉妹と3人暮らしとなる。東京でまじめな進学校に通っていたので、成績は良いが遊び慣れておらず、七瀬姉妹にも「昔から変わってない」と言われている。今は亡き祖父の影響により天文好きで、よく夜に家を抜け出して裏山の高台で星空を眺めている。

### ヒロイン
七瀬 有希（ななせ ゆき）
声：新堂真弓
恭介の幼なじみで、瑞樹の妹。学園2年生で恭介と同級。久々に再会し同居することになった恭介に、口うるさく世話を焼いている。明るく活発な性格で、瑞樹と逆に料理は壊滅的にヘタ。意地っ張りで怒りんぼだが、実は少女趣味でドラマや少女マンガなどが好き。
七瀬 瑞希（ななせ みずき）
声：水瀬沙季
有希の姉。学園3年生。穏やかで優しく、良く気がつくので学園の男子に人気がある。母親が幼少時に亡くなったため七瀬家の家事全般を担っており、特に料理は絶品。恭介のことを「大好き」とかわいがっているが、いつも言っているのでかえって本心がつかめない。
桜葉 小波（さくらば こなみ）
声：雪都さお梨
学園1年生。内気で男性への免疫が無く、恭介の前ではいつもオドオドしたり、あせって逃げてしまったりする。昔襲われたトラウマから蜂が苦手で、家の果樹園で交配に使うミツバチにも全く近づけない。美空町の郷土史や古民家などが好きで、部長の玲子と2人だけの郷土史研究会に所属しているが、玲子が授ける恭介へのアタック作戦に日々振り回されている。
伊賀野 凜（いがの りん）
声：桃井穂美
学園2年生で恭介・有希と同級。マイペースで男友達のようにさっぱりした性格。有希の親友で、学校帰りに有希はよく彼女の家へ遊びに行っている。放課後は家業の伊賀野マートを手伝っている。店主の兄と2人暮らしのため、意外に家庭的で料理が得意で、七瀬家がピンチの時に助けてくれたりもする。
間臼 美樹（まうす みき）
声：立花あや
学園3年生で瑞樹と同級。いつもぼそぼそと低いトーンでしゃべる。男嫌いで恭介を始終どついており、逆に瑞樹を（時に怪しいくらい）溺愛している。自分の名字が嫌いで、周囲には「美樹」「美樹先輩」と呼ばせている。恭介はよく「ミッキー」と呼ぶが、とある大きな組織から狙われるためその呼び方は危険であるらしい。

### サブキャラクター
加治屋 玲子（かじや れいこ）
声：如月葵
郷土史研究会の部長。歴史や古文書に関する知識は深いが、かなりの妄想癖があり、恭介へアタックする妙な作戦の数々を小波に伝授している。
伊賀野 為五郎（いがの ためごろう）
声：小池竹蔵
凜の兄。町唯一のコンビニ・伊賀野マートの店主。ハンサムだがセンスがずれており、おかしな品々を仕入れては店に並べている。下の名前は本人も気に入っておらず、呼ばれるのを嫌がっている。

## スタッフ
- キャラクターデザイン・原画：ミヤスリサ
- シナリオ：狩野伊太朗、J・さいろー、佐野一馬
- 音楽：藤田淳平（Elements Garden）
- ディレクター・エグゼクティブプロデューサー：松島詩史

## 主題歌
オープニングテーマ「blossomdays」
歌：KOTOKO　作詞：松島詩史　作曲・編曲：C.G mix　製作：I've